# Partido Salud Pública
El Partido Salud Pública, o simplemente Salud Pública, fue un partido político minoritario de Argentina, funcional mayormente en la Capital Federal y en la provincia de Buenos Aires que existió entre 1926 y 1951. Fue fundado y encabezado durante toda su existencia por Genaro Giacobini, médico porteño. El partido, originalmente asociado al socialismo, fue luego ligado a los ideales del radicalismo, y centraba su agenda mayormente en cuestiones sanitarias, proponiendo la creación de un Ministerio de Salud (que no se concretaría hasta el gobierno de Juan Domingo Perón), la libreta sanitaria obligatoria para trabajadores gastronómicos, la instalación obligatoria de cámaras frigoríficas en los mercados, la creación del instituto municipal de asistencia a menores abandonados y desvalidos, y la obligatoriedad de consignar fecha de vencimiento a productos alimenticios envasados.
Aunque en general fue una fuerza de carácter minoritario, llegó a alcanzar los tres escaños en el Consejo Deliberante de Capital Federal y se configuró en la provincia de Buenos
Las nuevas normativas electorales lo forzaron a nacionalizarse para seguir existiendo, formándose, además de en la Capital y el distrito bonaerense, en las provincias de Córdoba, Entre Ríos, Mendoza, San Luis y Santiago del Estero, así como en el Territorio Nacional de la Tierra del Fuego, Antártida e Islas del Atlántico Sur. Participó en las elecciones presidenciales de 1951 con Giacobini como candidato a presidente y Jorge Francisco Rivero como candidato a vicepresidente, obteniendo 5.512 votos en todo el país, un 0,07% de los sufragios positivos. Se disolvió después de los comicios.

## Resultados electorales

### Elecciones presidenciales
|  | 0.32 % |

|  | 0.07 % |

### Elecciones de Diputados Nacionales
|  | 0.11 % |

|  | 1.35 % |

|  | 0.85 % |

|  | 0.40 % |

|  | 1.23 % |

|  | 0.33 % |

|  | 0.10 % |